# ماب آر (شركة)
شركة ماب آر MapR شركة برمجيات تجارية مقرها في سانتا كلارا في كاليفورنيا يوفر الوصول إلى مجموعة متنوعة من مصادر البيانات من مجموعة كمبيوتر واحدة، بما في ذلك أعباء عمل البيانات الضخمة مثل أباتشي هدوب و أباتشي سبارك، ونظام الملفات الموزعة، ونظام إدارة قواعد البيانات متعدد النماذج، ومعالجة تدفق الأحداث، والجمع بين التحليلات في الواقع. - الوقت مع التطبيقات التشغيلية. تعمل تقنيتها على كل من الأجهزة السلعية وخدمات الحوسبة السحابية العامة. في أغسطس 2019، بعد الصعوبات المالية، تم بيع التكنولوجيا والملكية الفكرية للشركة لشركة مؤسسة هيوليت باكارد.

## التمويل
تم عقد شركة ماب آر بشكل خاص بتمويل أصلي قدره 9 ملايين دولار من شركة لايت سبيد فينتشر بارتنرز و New Enterprise Associatesفي عام 2009. يأتي مديرو شركة ماب آر التنفيذيون من Google ولايت سبيد فينتشر بارتنرز و إنفورماتيك و شركة إي أم سي و Veoh. حصلت شركة ماب آر على جولة تمويل إضافية بقيادة Redpoint Ventures في أغسطس 2011. قاد صندوق ماي فيلد ‏ جولة في 2013 شملت أيضًا شركة اتحاد غرين سبرنغ. في يونيو 2014، أغلقت شركة ماب آر جولة تمويل بقيمة 110 مليون دولار بقيادة جوجل كابيتال. كما شاركت كوالكوم فينتشرز، جنبًا إلى جنب مع المستثمرين الحاليين لايت سبيد فينتشر بارتنرز وماي فيلد ‏ Fund و New Enterprise Associates و ريدبوينت فينتشرز. 

## تاريخ الشركة
ساهمت الشركة في مشاريع أباتشي هدوب HBase و شركة بيغ و خليه اباتشي واباتشي زوكيبير.
دخلت شركة ماب آر في اتفاقية ترخيص تقنية مع شركة إي أم سي في عام 2011، لدعم توزيع خاص بـ إي أم سي لأباتشي هدوب . تم اختيار ماب آر بواسطة خدمات أمازون ويب لتوفير نسخة مطورة من خدمة Amazon Elastic MapReduce (EMR). حطم ماب آر سجل سرعة الفرز الدقيق على منصة جوجل كومبيوتر.

## أنظر أيضا
- أباتشي أكومولو
- مؤسسة برامج اباتشي
- البيانات الكبيرة
- طاولة كبيرة
- بنية مركزية قاعدة البيانات
- هادوب
- مابريديوس
- HBase
- RainStor

## الروابط الخارجية
- الصفحة الرئيسية لـ MapR نسخة محفوظة 31 يوليو 2020 على موقع واي باك مشين.